# LNFA 2018
La LNFA 2018 es la vigesimocuarta temporada de la Liga Nacional de Fútbol Americano, la competición de fútbol americano más importante de España.
En la temporada 2018 se aumenta el número de equipos de la Serie A, pasando de 6 a 16 equipos, que en la fase regular se dividirán en dos grupos de cinco y uno de cuatro por la renuncia a su plaza de varios clubes.
La liga regular constó de 10 jornadas. Arrancó el fin de semana del 13 y 14 de enero de 2018 y finalizó el 15 de abril. En cada jornada se disputaron seis partidos (2 por grupo) y descansaron tres equipos (uno por grupo). Al término de la liga regular se estableció una clasificación general conjunta de los tres grupos, y los 12 mejores jugaron el play-off por el título, mientras que los tres últimos deberían jugar el play-off por el descenso a la Serie B que finalmente no fue necesario por la falta de inscritos suficientes para el ascenso desde territoriales.
En el play-off por el título, los cuatro mejores clasificados de la liga regular quedaron exentos de la primera ronda, que se disputó el fin de semana del 28 y 29 de abril, y se clasificaron directamente para cuartos de final (5/6 mayo). Las semifinales se jugaron el 19 y 20 de mayo y la gran final, el Spanish Bowl, el 2 de junio las 18:00 en el complejo deportivo Las Mestas.

## Serie A

### Grupo A
| Club                 | Localidad               | Estadio                             | Aforo |
| -------------------- | ----------------------- | ----------------------------------- | ----- |
| Badalona Dracs       | Badalona                | Badalona Sud                        | 6.500 |
| L'Hospitalet Pioners | Hospitalet de Llobregat | Estadio municipal Feixa Llarga      | 6.294 |
| Mallorca Voltors     | Palma de Mallorca       | Polideportivo municipal de Son Moix | 3.800 |
| Valencia Firebats    | Valencia                | Municipal del Río Delturia          | 1.000 |

### Grupo B
| Club               | Localidad | Estadio                                    | Aforo |
| ------------------ | --------- | ------------------------------------------ | ----- |
| Valencia Giants    | Valencia  | Polideportivo municipal de Catarroja       | 1.300 |
| Murcia Cobras      | Murcia    | Estadio José Bernés                        | 2.000 |
| Alicante Sharks    | Alicante  | Estadio municipal de Atletismo de Alicante | 8.500 |
| Granada Lions      | Granada   | Polideportivo Maracena                     | 2.000 |
| Coslada Camioneros | Coslada   | Polideportivo municipal de Valleaguado     | 3.100 |

### Grupo C
| Club                   | Localidad              | Estadio                           | Aforo  |
| ---------------------- | ---------------------- | --------------------------------- | ------ |
| Rivas Osos             | Rivas-Vaciamadrid      | Polideportivo Cerro del Telégrafo | 4.000  |
| Las Rozas Black Demons | Las Rozas de Madrid    | Campo de Rugby El Cantizal        | 700    |
| Gijón Mariners         | Gijón                  | Complejo deportivo Las Mestas     | 10.000 |
| Santurce Coyotes       | Santurce               | Polideportivo Mikel Trueba        | 1.000  |
| Santiago Black Ravens  | Santiago de Compostela | Campo municipal de As Cancelas    | 3.000  |

## Play-off por el título
|  | Primera ronda    | Primera ronda    | Primera ronda    |    |              | Cuartos de final | Cuartos de final | Cuartos de final |  |  | Semifinales     | Semifinales     | Semifinales     |  |  | Final      | Final      | Final      |
|  | 28 y 29 de abril | 28 y 29 de abril | 28 y 29 de abril |    |              | 5 y 6 de mayo    | 5 y 6 de mayo    | 5 y 6 de mayo    |  |  | 19 y 20 de mayo | 19 y 20 de mayo | 19 y 20 de mayo |  |  | 2 de junio | 2 de junio | 2 de junio |
|  |                  |                  |                  |    |              |                  |                  |                  |  |  |                 |                 |                 |  |  |            |            |            |
|  |                  |                  |                  |    |              |                  |                  |                  |  |  |                 |                 |                 |  |  |            |            |            |
|  |                  |                  |                  |    |              |                  |                  |                  |  |  |                 |                 |                 |  |  |            |            |            |
|  |                  |                  |                  |    |              |                  |                  |                  |  |  |                 |                 |                 |  |  |            |            |            |
|  |                  |                  |                  |    |              |                  |                  |                  |  |  |                 |                 |                 |  |  |            |            |            |
|  | #8               | Giants           | 2                |    |              |                  |                  |                  |  |  |                 |                 |                 |  |  |            |            |            |
|  | #8               | Giants           | 2                | #9 | Voltors      | 14               |                  |                  |  |  |                 |                 |                 |  |  |            |            |            |
|  | #9               | Voltors          | 41               | #9 | Voltors      | 14               |                  |                  |  |  |                 |                 |                 |  |  |            |            |            |
|  | #9               | Voltors          | 41               | #1 | Cobras       | 35               |                  |                  |  |  |                 |                 |                 |  |  |            |            |            |
|  |                  |                  |                  | #1 | Cobras       | 35               |                  |                  |  |  |                 |                 |                 |  |  |            |            |            |
|  |                  |                  |                  |    |              |                  |                  |                  |  |  |                 |                 |                 |  |  |            |            |            |
|  |                  |                  |                  | #1 | Cobras       | 35               |                  |                  |  |  |                 |                 |                 |  |  |            |            |            |
|  |                  |                  |                  | #1 | Cobras       | 35               |                  |                  |  |  |                 |                 |                 |  |  |            |            |            |
|  |                  | #4               | Black Demons     | 28 |              |                  |                  |                  |  |  |                 |                 |                 |  |  |            |            |            |
|  |                  | #4               | Black Demons     | 28 |              |                  |                  |                  |  |  |                 |                 |                 |  |  |            |            |            |
|  | #5               | Camioneros       | 42               |    |              |                  |                  |                  |  |  |                 |                 |                 |  |  |            |            |            |
|  | #5               | Camioneros       | 42               | #5 | Camioneros   | 12               |                  |                  |  |  |                 |                 |                 |  |  |            |            |            |
|  | #12              | Sharks           | 0                | #5 | Camioneros   | 12               |                  |                  |  |  |                 |                 |                 |  |  |            |            |            |
|  | #12              | Sharks           | 0                | #4 | Black Demons | 22               |                  |                  |  |  |                 |                 |                 |  |  |            |            |            |
|  |                  |                  |                  | #4 | Black Demons | 22               |                  |                  |  |  |                 |                 |                 |  |  |            |            |            |
|  |                  |                  |                  |    |              |                  |                  |                  |  |  |                 |                 |                 |  |  |            |            |            |
|  |                  |                  |                  | #1 | Cobras       | 26               |                  |                  |  |  |                 |                 |                 |  |  |            |            |            |
|  |                  |                  |                  | #1 | Cobras       | 26               |                  |                  |  |  |                 |                 |                 |  |  |            |            |            |
|  |                  | #2               | Dracs            | 33 |              |                  |                  |                  |  |  |                 |                 |                 |  |  |            |            |            |
|  |                  | #2               | Dracs            | 33 |              |                  |                  |                  |  |  |                 |                 |                 |  |  |            |            |            |
|  | #7               | Mariners         | 50               |    |              |                  |                  |                  |  |  |                 |                 |                 |  |  |            |            |            |
|  | #7               | Mariners         | 50               | #7 | Mariners     | 12               |                  |                  |  |  |                 |                 |                 |  |  |            |            |            |
|  | #10              | Coyotes          | 0                | #7 | Mariners     | 12               |                  |                  |  |  |                 |                 |                 |  |  |            |            |            |
|  | #10              | Coyotes          | 0                | #2 | Dracs        | 78               |                  |                  |  |  |                 |                 |                 |  |  |            |            |            |
|  |                  |                  |                  | #2 | Dracs        | 78               |                  |                  |  |  |                 |                 |                 |  |  |            |            |            |
|  |                  |                  |                  |    |              |                  |                  |                  |  |  |                 |                 |                 |  |  |            |            |            |
|  |                  |                  |                  | #2 | Dracs        | 48               |                  |                  |  |  |                 |                 |                 |  |  |            |            |            |
|  |                  |                  |                  | #2 | Dracs        | 48               |                  |                  |  |  |                 |                 |                 |  |  |            |            |            |
|  |                  | #3               | Osos             | 0  |              |                  |                  |                  |  |  |                 |                 |                 |  |  |            |            |            |
|  |                  | #3               | Osos             | 0  |              |                  |                  |                  |  |  |                 |                 |                 |  |  |            |            |            |
|  | #6               | Firebats         | 53               |    |              |                  |                  |                  |  |  |                 |                 |                 |  |  |            |            |            |
|  | #6               | Firebats         | 53               | #6 | Firebats     | 15               |                  |                  |  |  |                 |                 |                 |  |  |            |            |            |
|  | #11              | Lions            | 10               | #6 | Firebats     | 15               |                  |                  |  |  |                 |                 |                 |  |  |            |            |            |
|  | #11              | Lions            | 10               | #3 | Osos         | 20               |                  |                  |  |  |                 |                 |                 |  |  |            |            |            |
|  |                  |                  |                  | #3 | Osos         | 20               |                  |                  |  |  |                 |                 |                 |  |  |            |            |            |